# Patto territoriale
In Italia viene inteso per patto territoriale un accordo che lega i comuni, la provincia ed, eventualmente, la regione, nonché le parti sociali e altri soggetti pubblici o privati appartenenti a una certa area geografica. L'entità dell'area geografica interessata dipende da varie concause ma, generalmente, si attesta a porzioni del livello provinciale. Il patto territoriale è uno degli strumenti della cosiddetta programmazione negoziata
Il patto territoriale ha come scopo quello del raggiungimento di determinati obiettivi di sviluppo locale.
Fino al 1996 erano attivati dai comuni su iniziativa volontaristica. Da quella data in poi lo Stato italiano (legge 662/1996, commi 203 e successivi) li ha sostenuti ed incentivati attraverso il Gruppo di azione locale (GAL), che è un gruppo composto da soggetti pubblici e privati allo scopo di favorire lo sviluppo locale.

## Riferimenti normativi
- Art. 2 comma 203 lett. d) della Legge 23 dicembre 1996, n. 662 - Misure di razionalizzazione della finanza pubblica.